# Camponotus fuscivillosus
Camponotus fuscivillosus är en myrart som beskrevs av Xiao och Wang 1989. Camponotus fuscivillosus ingår i släktet hästmyror, och familjen myror. Inga underarter finns listade.